# César al millor actor
El César al millor actor és un premi cinematogràfic francès atorgat per l'Acadèmia de les Arts i Tècniques del Cinema de França des del primer lliurament del premi el 3 d'abril de 1976 al Palais des congrès de Paris.

## Palmarès
- Font: Pàgina oficial del premi.

### Dècada del 1970
| Any                  | Actor                           | Títol original                    | Títol en català | Pais |
| -------------------- | ------------------------------- | --------------------------------- | --------------- | ---- |
| 1976                 |                                 |                                   |                 |      |
| Philippe Noiret      | Le Vieux Fusil                  | El vell fusell                    | França          |      |
| Gérard Depardieu     | Sept morts sur ordonnance       | -                                 | França          |      |
| Victor Lanoux        | Cousin, cousine                 | Cosí, cosina                      | França          |      |
| Jean-Pierre Marielle | Les galettes de Pont-Aven       | Els pintors de Pont-Aven          | França          |      |
| 1977                 |                                 |                                   |                 |      |
| Michel Galabru       | Le juge et l'assassin           | El jutge i l'assassí              | França          |      |
| Alain Delon          | Monsieur Klein                  | El senyor Klein                   | França          |      |
| Gérard Depardieu     | La Dernière Femme               | -                                 | França          |      |
| Patrick Dewaere      | La Meilleure Façon de marcher   | -                                 | França          |      |
| 1978                 |                                 |                                   |                 |      |
| Jean Rochefort       | Le Crabe-tambour                | -                                 | França          |      |
| Alain Delon          | Mort d'un pourri                | La mort d'un home corrupte        | França          |      |
| Charles Denner       | L'homme qui aimait les femmes   | L'home a qui agradaven les dones  | França          |      |
| Gérard Depardieu     | Dites-lui que je l'aime         | -                                 | França          |      |
| Patrick Dewaere      | Le juge Fayard dit "Le Shériff" | El jutge Fayard anomenat el xèrif | França          |      |
| 1979                 |                                 |                                   |                 |      |
| Michel Serrault      | La cage aux folles              | Casa de boges                     | França          |      |
| Claude Brasseur      | Une histoire simple             | -                                 | França          |      |
| Jean Carmet          | Le Sucre                        | El sucre                          | França          |      |
| Gérard Depardieu     | Le Sucre                        | El sucre                          | França          |      |

### Dècada del 1980
| Any                 | Actor                       | Títol original          | Títol en català | Pais |
| ------------------- | --------------------------- | ----------------------- | --------------- | ---- |
| 1980                |                             |                         |                 |      |
| Claude Brasseur     | La guerre des polices       | La guerra dels policies | França          |      |
| Patrick Dewaere     | Série noire                 | -                       | França          |      |
| Yves Montand        | I... comme Icare            | -                       | França          |      |
| Jean Rochefort      | Courage fuyons              | -                       | França          |      |
| 1981                |                             |                         |                 |      |
| Gérard Depardieu    | Le Dernier Métro            | L'últim metro           | França          |      |
| Patrick Dewaere     | Un mauvais fils             | -                       | França          |      |
| Philippe Noiret     | Pile ou face                | -                       | França          |      |
| Michel Serrault     | La Cage aux folles 2        | -                       | França          |      |
| 1982                |                             |                         |                 |      |
| Michel Serrault     | Garde à vue                 | -                       | França          |      |
| Patrick Dewaere     | Beau-père                   | -                       | França          |      |
| Philippe Noiret     | Coup de torchon             | Baralla                 | França          |      |
| Michel Piccoli      | Une étrange affaire         | -                       | França          |      |
| 1983                |                             |                         |                 |      |
| Philippe Léotard    | La Balance                  | -                       | França          |      |
| Gérard Depardieu    | Danton                      | -                       | França          |      |
| Gérard Lanvin       | Tir groupé                  | -                       | França          |      |
| Lino Ventura        | Les Misérables              | -                       | França          |      |
| 1984                |                             |                         |                 |      |
| Coluche             | Tchao Pantin                | -                       | França          |      |
| Gérard Depardieu    | Les Compères                | -                       | França          |      |
| Yves Montand        | Garçon!                     | -                       | França          |      |
| Michel Serrault     | Mortelle randonnée          | -                       | França          |      |
| Alain Souchon       | L'Été meurtrier             | -                       | França          |      |
| 1985                |                             |                         |                 |      |
| Alain Delon         | Notre histoire              | -                       | França          |      |
| Gérard Depardieu    | Fort Saganne                | Fort Saganne            | França          |      |
| Louis Ducreux       | Un dimanche à la campagne   | -                       | França          |      |
| Philippe Noiret     | Les Ripoux                  | -                       | França          |      |
| Michel Piccoli      | La diagonale du fou         | -                       | França          |      |
| 1986                |                             |                         |                 |      |
| Christopher Lambert | Subway                      | -                       | França          |      |
| Gérard Depardieu    | Police                      | Policia                 | França          |      |
| Robin Renucci       | Escalier C                  | -                       | França          |      |
| Michel Serrault     | On ne meurt que deux fois   | -                       | França          |      |
| Lambert Wilson      | Rendez-vous                 | Rendez-vous             | França          |      |
| 1987                |                             |                         |                 |      |
| Daniel Auteuil      | Jean de Florette            | -                       | França          |      |
| Jean-Hugues Anglade | 37°2 le matin               | -                       | França          |      |
| Michel Blanc        | Tenue de soirée             | -                       | França          |      |
| André Dussollier    | Mélo                        | Mélo                    | França          |      |
| Christophe Malavoy  | La Femme de ma vie          | -                       | França          |      |
| 1988                |                             |                         |                 |      |
| Richard Bohringer   | Le Grand Chemin             | -                       | França          |      |
| Jean Carmet         | Miss Mona                   | -                       | França          |      |
| Gérard Depardieu    | Sous le soleil de Satan     | -                       | França          |      |
| Gérard Jugnot       | Tandem                      | -                       | França          |      |
| Christophe Malavoy  | De guerre lasse             | -                       | França          |      |
| Jean Rochefort      | Tandem                      | -                       | França          |      |
| 1989                |                             |                         |                 |      |
| Jean-Paul Belmondo  | Itinéraire d'un enfant gâté | -                       | França          |      |
| Richard Anconina    | Itinéraire d'un enfant gâté | -                       | França          |      |
| Daniel Auteuil      | Quelques jours avec moi     | -                       | França          |      |
| Jean-Marc Barr      | Le Grand Bleu               | El gran blau            | França          |      |
| Gérard Depardieu    | Camille Claudel             | -                       | França          |      |

### Dècada del 1990
| Any                    | Actor                                  | Títol original            | Títol en català | Pais |
| ---------------------- | -------------------------------------- | ------------------------- | --------------- | ---- |
| 1990                   |                                        |                           |                 |      |
| Philippe Noiret        | La vie et rien d'autre                 | La vida i res més         | França          |      |
| Jean-Hugues Anglade    | Nocturne indien                        | -                         | França          |      |
| Michel Blanc           | Monsieur Hire                          | -                         | França          |      |
| Gérard Depardieu       | Trop belle pour toi                    | -                         | França          |      |
| Hippolyte Girardot     | Un monde sans pitié                    | -                         | França          |      |
| Lambert Wilson         | Hiver 54, l'abbé Pierre                | -                         | França          |      |
| 1991                   |                                        |                           |                 |      |
| Gérard Depardieu       | Cyrano de Bergerac                     | Cyrano de Bergerac        | França          |      |
| Daniel Auteuil         | Lacenaire                              | -                         | França          |      |
| Fabrice Luchini        | La Discrète                            | -                         | França          |      |
| Michel Piccoli         | Milou en mai                           | -                         | França          |      |
| Jean Rochefort         | Le Mari de la coiffeuse                | El marit de la perruquera | França          |      |
| Michel Serrault        | Docteur Petiot                         | El cas del Doctor Petiot  | França          |      |
| 1992                   |                                        |                           |                 |      |
| Jacques Dutronc        | Van Gogh                               | -                         | França          |      |
| Hippolyte Girardot     | Hors la vie                            | -                         | França          |      |
| Gérard Jugnot          | Une époque formidable                  | -                         | França          |      |
| Jean-Pierre Marielle   | Tous les matins du monde               | Tots els matins del món   | França          |      |
| Michel Piccoli         | La Belle Noiseuse                      | -                         | França          |      |
| 1993                   |                                        |                           |                 |      |
| Claude Rich            | Le Souper                              | -                         | França          |      |
| Daniel Auteuil         | Un cœur en hiver                       | Un cor a l'hivern         | França          |      |
| Richard Berry          | Le Petit Prince a dit                  | -                         | França          |      |
| Claude Brasseur        | Le Souper                              | -                         | França          |      |
| Vincent Lindon         | La Crise                               | La crisi                  | França          |      |
| 1994                   |                                        |                           |                 |      |
| Pierre Arditi          | Smoking/No smoking                     | No Smoking                | França          |      |
| Daniel Auteuil         | Ma saison préférée                     | -                         | França          |      |
| Michel Boujenah        | Le Nombril du monde                    | -                         | França          |      |
| Christian Clavier      | Les Visiteurs                          | -                         | França          |      |
| Jean Reno              | Les Visiteurs                          | -                         | França          |      |
| 1995                   |                                        |                           |                 |      |
| Gérard Lanvin          | Le Fils préféré                        | -                         | França          |      |
| Daniel Auteuil         | La Séparation                          | -                         | França          |      |
| Gérard Depardieu       | Le Colonel Chabert                     | -                         | França          |      |
| Jean Reno              | Léon                                   | El professional           | França          |      |
| Jean-Louis Trintignant | Trois couleurs: Rouge                  | Tres colors: Vermell      | França          |      |
| 1996                   |                                        |                           |                 |      |
| Michel Serrault        | Nelly et Monsieur Arnaud               | -                         | França          |      |
| Vincent Cassel         | La Haine                               | -                         | França          |      |
| Alain Chabat           | Gazon maudit                           | -                         | França          |      |
| François Cluzet        | Les apprentis                          | Els aprenents             | França          |      |
| Jean-Louis Trintignant | Fiesta                                 | -                         | França          |      |
| 1997                   |                                        |                           |                 |      |
| Philippe Torreton      | Capitaine Conan                        | Capità Conan              | França          |      |
| Daniel Auteuil         | Le Huitième Jour                       | El vuitè dia              | França          |      |
| Charles Berling        | Ridicule                               | Ridícul                   | França          |      |
| Fabrice Luchini        | Beaumarchais, l'insolent               | -                         | França          |      |
| Patrick Timsit         | Pédale douce                           | -                         | França          |      |
| 1998                   |                                        |                           |                 |      |
| André Dussollier       | On connaît la chanson                  | Coneixem la cançó         | França          |      |
| Daniel Auteuil         | Le bossu                               | -                         | França          |      |
| Charles Berling        | Nettoyage à sec                        | -                         | França          |      |
| Alain Chabat           | Didier                                 | Didier, el meu fidel amic | França          |      |
| Patrick Timsit         | Le Cousin                              | -                         | França          |      |
| 1999                   |                                        |                           |                 |      |
| Jacques Villeret       | Le dîner de cons                       | El sopar dels idiotes     | França          |      |
| Charles Berling        | L'Ennui                                | -                         | França          |      |
| Jean-Pierre Darroussin | Le poulpe                              | -                         | França          |      |
| Antoine de Caunes      | L'homme est une femme comme les autres | -                         | França          |      |
| Pascal Greggory        | Ceux qui m'aiment prendront le train   | -                         | França          |      |

### Dècada del 2000
| Any                      | Actor                                                                        | Títol original                            | Títol en català | Pais |
| ------------------------ | ---------------------------------------------------------------------------- | ----------------------------------------- | --------------- | ---- |
| 2000                     |                                                                              |                                           |                 |      |
| Daniel Auteuil           | La fille sur le pont                                                         | -                                         | França          |      |
| Jean-Pierre Bacri        | Kennedy et moi                                                               | -                                         | França          |      |
| Albert Dupontel          | La Maladie de Sachs                                                          | -                                         | França          |      |
| Vincent Lindon           | Ma petite entreprise                                                         | -                                         | França          |      |
| Philippe Torreton        | Ça commence aujourd'hui                                                      | Avui comença tot                          | França          |      |
| 2001                     |                                                                              |                                           |                 |      |
| Sergi López              | Harry, un ami qui vous veut du bien                                          | Harry, un amic que us estima              | Espanya         |      |
| Jean-Pierre Bacri        | Le goût des autres                                                           | El gust dels altres                       | França          |      |
| Charles Berling          | Les destinées sentimentales                                                  | Els destins sentimentals                  | França          |      |
| Bernard Giraudeau        | Une affaire de goût                                                          | -                                         | França          |      |
| Pascal Greggory          | La Confusion des genres                                                      | -                                         | França          |      |
| 2002                     |                                                                              |                                           |                 |      |
| Michel Bouquet           | Comment j'ai tué mon père                                                    | -                                         | França          |      |
| Eric Caravaca            | La Chambre des officiers                                                     | -                                         | França          |      |
| Vincent Cassel           | Sur mes lèvres                                                               | Llegeix-me els llavis                     | França          |      |
| André Dussollier         | Tanguy                                                                       | -                                         | França          |      |
| Jacques Dutronc          | C'est la vie                                                                 | -                                         | França          |      |
| 2003                     |                                                                              |                                           |                 |      |
| Adrien Brody             | The pianist                                                                  | El pianista                               | Estats Units    |      |
| Daniel Auteuil           | L'adversaire                                                                 | -                                         | França          |      |
| François Berléand        | Mon idole                                                                    | -                                         | França          |      |
| Bernard Campan           | Se souvenir des belles choses                                                | -                                         | França          |      |
| Mathieu Kassovitz        | Amen                                                                         | -                                         | França          |      |
| 2004                     |                                                                              |                                           |                 |      |
| Omar Sharif              | Monsieur Ibrahim et les Fleurs du Coran                                      | -                                         | Egipte          |      |
| Daniel Auteuil           | Après vous                                                                   | -                                         | França          |      |
| Jean-Pierre Bacri        | Les Sentiments                                                               | -                                         | França          |      |
| Gad Elmaleh              | Chouchou                                                                     | -                                         | Marroc          |      |
| Bruno Todeschini         | Son frère                                                                    | Son frère                                 | França          |      |
| 2005                     |                                                                              |                                           |                 |      |
| Mathieu Amalric          | Rois et Reine                                                                | Rois et reine                             | França          |      |
| Daniel Auteuil           | 36, quai des Orfèvres                                                        | Assumptes pendents                        | França          |      |
| Gérard Jugnot            | Les Choristes                                                                | -                                         | França          |      |
| Benoît Poelvoorde        | Podium                                                                       | -                                         | Bèlgica         |      |
| Philippe Torreton        | L'Équipier                                                                   | -                                         | França          |      |
| 2006                     |                                                                              |                                           |                 |      |
| Michel Bouquet           | Le Promeneur du Champ-de-Mars                                                | -                                         | França          |      |
| Patrick Chesnais         | Je ne suis pas là pour être aimé                                             | -                                         | França          |      |
| Romain Duris             | De battre mon cœur s'est arrêté                                              | De tant bategar se m'ha parat el cor      | França          |      |
| José Garcia              | Le Couperet                                                                  | -                                         | França          |      |
| Benoît Poelvoorde        | Entre ses mains                                                              | -                                         | Bèlgica         |      |
| 2007                     |                                                                              |                                           |                 |      |
| François Cluzet          | Ne le dis à personne                                                         | -                                         | França          |      |
| Michel Blanc             | Je vous trouve très beau                                                     | Ets molt guapo                            | França          |      |
| Alain Chabat             | Prête-moi ta main                                                            | -                                         | França          |      |
| Gérard Depardieu         | Quand j'étais chanteur                                                       | Chanson d'amour                           | França          |      |
| Jean Dujardin            | OSS 117: Le Caire, nid d'espions                                             | OSS 117: El Caire, niu d'espies           | França          |      |
| 2008                     |                                                                              |                                           |                 |      |
| Mathieu Amalric          | Le scaphandre et le papillon                                                 | L'escafandre i la papallona               | França          |      |
| Michel Blanc             | Les Témoins                                                                  | Els testimonis                            | França          |      |
| Jean-Pierre Darroussin   | Dialogue avec mon jardinier                                                  | -                                         | França          |      |
| Vincent Lindon           | Ceux qui restent                                                             | -                                         | França          |      |
| Jean-Pierre Marielle     | Faut que ça danse!                                                           | -                                         | França          |      |
| 2009                     |                                                                              |                                           |                 |      |
| Vincent Cassel           | Mesrine (Primera part, L'Instinct de Mort; segona part, L'Ennemi Public N°1) | -                                         | França          |      |
| François-Xavier Demaison | Coluche, l'histoire d'un mec                                                 | -                                         | França          |      |
| Guillaume Depardieu      | Versailles                                                                   | -                                         | França          |      |
| Albert Dupontel          | Deux jours à tuer                                                            | -                                         | França          |      |
| Jacques Gamblin          | Le premier jour du reste de ta vie                                           | El primer dia de la resta de la teva vida | França          |      |

### Dècada del 2010
| Any                     | Actor                                | Títol original                   | Títol en català | Pais |
| ----------------------- | ------------------------------------ | -------------------------------- | --------------- | ---- |
| 2010                    |                                      |                                  |                 |      |
| Tahar Rahim             | Un prophète                          | Un profeta                       | França          |      |
| Yvan Attal              | Rapt                                 | -                                | França          |      |
| François Cluzet         | À l'Origine                          | -                                | França          |      |
| François Cluzet         | Le dernier pour la route             | -                                | França          |      |
| Vincent Lindon          | Welcome                              | -                                | França          |      |
| 2011                    |                                      |                                  |                 |      |
| Éric Elmosnino          | Gainsbourg, vie héroïque             | -                                | França          |      |
| Gérard Depardieu        | Mammuth                              | Mammuth                          | França          |      |
| Romain Duris            | L'Arnacoeur                          | Els seductors                    | França          |      |
| Jacques Gamblin         | Le Nom des gens                      | -                                | França          |      |
| Lambert Wilson          | Des hommes et des dieux              | De déus i homes                  | França          |      |
| 2012                    |                                      |                                  |                 |      |
| Omar Sy                 | Intouchables                         | Intocable                        | França          |      |
| Sami Bouajila           | Omar m'a tuer                        | -                                | França          |      |
| François Cluzet         | Intouchables                         | Intocable                        | França          |      |
| Jean Dujardin           | The Artist                           | -                                | França          |      |
| Olivier Gourmet         | L'Exercice de l'État                 | -                                | Bèlgica         |      |
| Denis Podalydès         | La conquête                          | De Nicolas a Sarkozy             | França          |      |
| Philippe Torreton       | Présumé coupable                     | -                                | França          |      |
| 2013                    |                                      |                                  |                 |      |
| Jean-Louis Trintignant  | Amour                                | Amor                             | França          |      |
| Jean-Pierre Bacri       | Cherchez Hortense                    | -                                | França          |      |
| Patrick Bruel           | Le Prénom                            | -                                | França          |      |
| Denis Lavant            | Holy Motors                          | -                                | França          |      |
| Vincent Lindon          | Quelques heures de printemps         | -                                | França          |      |
| Fabrice Luchini         | Dans la maison                       | A la casa                        | França          |      |
| Jérémie Renier          | Cloclo                               | -                                | Bèlgica         |      |
| 2014                    |                                      |                                  |                 |      |
| Guillaume Gallienne     | Les Garçons et Guillaume, à table !  | Guillaume i els nois, a taula!   | França          |      |
| Mathieu Amalric         | La Vénus à la fourrure               | La Venus de les pells            | França          |      |
| Michel Bouquet          | Renoir                               | Renoir                           | França          |      |
| Albert Dupontel         | 9 mois ferme                         | -                                | França          |      |
| Grégory Gadebois        | Mon âme par toi guérie               | -                                | França          |      |
| Fabrice Luchini         | Alceste à bicyclette                 | Molière en bicicleta             | França          |      |
| Mads Mikkelsen          | Michael Kohlhaas                     | -                                | Dinamarca       |      |
| 2015                    |                                      |                                  |                 |      |
| Pierre Niney            | Yves Saint Laurent                   | Yves Saint Laurent               | França          |      |
| Niels Arestrup          | Diplomatie                           | Diplomàcia                       | França          |      |
| Guillaume Canet         | La prochaine fois je viserai le cœur | -                                | França          |      |
| François Damiens        | La Famille Bélier                    | La família Bélier                | Bèlgica         |      |
| Romain Duris            | Une nouvelle amie                    | Una nova amiga                   | França          |      |
| Vincent Lacoste         | Hippocrate                           | -                                | França          |      |
| Gaspard Ulliel          | Saint Laurent                        | -                                | França          |      |
| 2016                    |                                      |                                  |                 |      |
| Vincent Lindon          | La loi du marché                     | -                                | França          |      |
| Jean-Pierre Bacri       | La vie très privée de Monsieur Sim   | -                                | França          |      |
| Vincent Cassel          | Mon roi                              | -                                | França          |      |
| François Damiens        | Les Cowboys                          | -                                | Bèlgica         |      |
| Gérard Depardieu        | Valley of love                       | -                                | França          |      |
| Antonythasan Jesuthasan | Dheepan                              | Dheepan                          | Sri Lanka       |      |
| Fabrice Luchini         | L'Hermine                            | El jutge                         | França          |      |
| 2017                    |                                      |                                  |                 |      |
| Gaspard Ulliel          | Juste la fin du monde                | Només la fi del món              | França          |      |
| François Cluzet         | Médecin de campagne                  | Un doctor al camp Un metge rural | França          |      |
| Pierre Deladonchamps    | Le fils de Jean                      | -                                | França          |      |
| Nicolas Duvauchelle     | Je ne suis pas un salaud             | -                                | França          |      |
| Fabrice Luchini         | Ma Loute                             | L'alta societat                  | França          |      |
| Pierre Niney            | Frantz                               | -                                | França          |      |
| Omar Sy                 | Chocolat                             | Monsieur Chocolat                | França          |      |
| 2018                    |                                      |                                  |                 |      |
| Swann Arlaud            | Petit paysan                         | -                                | França          |      |
| Daniel Auteuil          | Le Brio                              | Una raó brillant                 | França          |      |
| Jean-Pierre Bacri       | Le sens de la fête                   | C'est la vie                     | França          |      |
| Guillaume Canet         | Rock'n Roll                          | Coses de l'edat                  | França          |      |
| Albert Dupontel         | Au Revoir là-haut                    | Ens veurem allà dalt             | França          |      |
| Louis Garrel            | Le Redoutable                        | -                                | França          |      |
| Reda Kateb              | Django                               | Django                           | França          |      |
| 2019                    |                                      |                                  |                 |      |
| Alex Lutz               | Guy                                  | -                                | França          |      |
| Edouard Baer            | Mademoiselle de Joncquières          | -                                | França          |      |
| Romain Duris            | Nos batailles                        | -                                | França          |      |
| Vincent Lacoste         | Amanda                               | -                                | França          |      |
| Gilles Lellouche        | Pupille                              | En bones mans                    | França          |      |
| Pio Marmaï              | En liberté !                         | -                                | França          |      |
| Denis Ménochet          | Jusqu'à la garde                     | -                                | França          |      |

### Dècada del 2020
| Any               | Actor                                       | Títol original                        | Títol en català | Pais |
| ----------------- | ------------------------------------------- | ------------------------------------- | --------------- | ---- |
| 2020              |                                             |                                       |                 |      |
| Roschdy Zem       | Roubaix, une lumière                        | -                                     | França          |      |
| Daniel Auteuil    | La Belle Époque                             | -                                     | França          |      |
| Damien Bonnard    | Les Misérables                              | Els miserables                        | França          |      |
| Vincent Cassel    | Hors Normes                                 | Especials                             | França          |      |
| Jean Dujardin     | J'Accuse                                    | L'oficial i l'espia                   | França          |      |
| Reda Kateb        | Hors Normes                                 | Especials                             | França          |      |
| Melvil Poupaud    | Grâce à Dieu                                | -                                     | França          |      |
| 2021              |                                             |                                       |                 |      |
| Sami Bouajila     | Un fils                                     | -                                     | França          |      |
| Jonathan Cohen    | Énorme                                      | -                                     | França          |      |
| Albert Dupontel   | Adieu les cons                              | Adieu les cons                        | França          |      |
| Niels Schneider   | Les choses qu'on dit, les choses qu'on fait | Les coses que diem, les coses que fem | França          |      |
| Lambert Wilson    | De Gaulle                                   | De Gaulle                             | França          |      |
| 2022              |                                             |                                       |                 |      |
| Benoît Magimel    | De son vivant                               | -                                     | França          |      |
| Damien Bonnard    | Les Intranquilles                           | -                                     | França          |      |
| Adam Driver       | Annette                                     | -                                     | Estats Units    |      |
| Gilles Lellouche  | Bac Nord                                    | -                                     | França          |      |
| Vincent Macaigne  | Médecin de nuit                             | -                                     | França          |      |
| Pio Marmaï        | La Fracture                                 | -                                     | França          |      |
| Pierre Niney      | Boîte noire                                 | Black Box                             | França          |      |
| 2023              |                                             |                                       |                 |      |
| Benoît Magimel    | Pacifiction : Tourment sur les Îles         | Pacifiction                           | França          |      |
| Jean Dujardin     | Novembre                                    | Novembre                              | França          |      |
| Louis Garrel      | L'Innocent                                  | L'innocent                            | França          |      |
| Vincent Macaigne  | Chronique d'une liaison passagère           | Crònica d'un amor efímer              | França          |      |
| Denis Ménochet    | Peter von Kant                              | Peter von Kant                        | França          |      |
| 2024              |                                             |                                       |                 |      |
| Arieh Worthalter  | Le Procès Goldman                           | El cas Goldman                        | Bèlgica         |      |
| Romain Duris      | Le Règne animal                             | Le Règne animal                       | França          |      |
| Benjamin Lavernhe | L'Abbé Pierre - une vie de combats          | -                                     | França          |      |
| Melvil Poupaud    | L'Amour et les forêts                       | -                                     | França          |      |
| Raphaël Quenard   | Yannick                                     | Yannick                               | França          |      |
| 2025              |                                             |                                       |                 |      |
| Karim Leklou      | Le Roman de Jim                             | -                                     | França          |      |
| Benjamin Lavernhe | En fanfare                                  | -                                     | França          |      |
| François Civil    | L'Amour ouf                                 | -                                     | França          |      |
| Pierre Niney      | Le Comte de Monte-Cristo                    | El comte de Montecristo               | França          |      |
| Tahar Rahim       | Monsieur Aznavour                           | -                                     | França          |      |

## Estadístiques

### Els més premiats
| Premis | Nom              | Anys             | Detalls        |
| ------ | ---------------- | ---------------- | -------------- |
| 3      | Michel Serrault  | 1979, 1982, 1996 | 7 nominacions  |
| 2      | Gérard Depardieu | 1981, 1991       | 17 nominacions |
| 2      | Daniel Auteuil   | 1987, 2000       | 14 nominacions |
| 2      | Philippe Noiret  | 1976, 1990       | 5 nominacions  |
| 2      | Mathieu Amalric  | 2005, 2008       | 3 nominacions  |
| 2      | Michel Bouquet   | 2002, 2006       | 3 nominacions  |
| 2      | Benoît Magimel   | 2022, 2023       | 2 nominacions  |

### Els més nominats
| Nominacions | Nom               | Anys                                                                                                 | Detalls   |
| ----------- | ----------------- | --- | --------- |
| 17          | Gérard Depardieu  | 1976, 1977, 1978, 1979, 1981, 1983, 1984, 1985, 1986, 1988, 1989, 1990, 1991, 1995, 2007, 2011, 2016 | 2 premis  |
| 14          | Daniel Auteuil    | 1987, 1989, 1991, 1993, 1994, 1995, 1997, 1998, 2000, 2003, 2004, 2005, 2018, 2020                   | 2 premis  |
| 7           | Michel Serrault   | 1979, 1981, 1982, 1984, 1986, 1991, 1996                                                             | 3 premis  |
| 6           | François Cluzet   | 1996, 2007, 2010 (2 candidatures), 2012, 2017                                                        | 1 premi   |
| 6           | Vincent Cassel    | 1996, 2002, 2009 (2 candidatures), 2016, 2020                                                        | 1 premi   |
| 6           | Vincent Lindon    | 1993, 2000, 2008, 2010, 2013, 2016                                                                   | 1 premi   |
| 6           | Fabrice Luchini   | 1991, 1997, 2013, 2014, 2016, 2017                                                                   | Cap premi |
| 6           | Jean-Pierre Bacri | 2000, 2001, 2004, 2013, 2016, 2018                                                                   | Cap premi |
| 5           | Philippe Noiret   | 1976, 1981, 1982, 1985, 1990                                                                         | 2 premis  |
| 5           | Albert Dupontel   | 2000, 2009, 2014, 2018, 2021                                                                         | Cap premi |
| 5           | Patrick Dewaere   | 1977, 1978, 1980, 1981, 1982                                                                         | Cap premi |
| 5           | Romain Duris      | 2006, 2011, 2015, 2019, 2024                                                                         | Cap premi |
| 4           | Jean Rochefort    | 1978, 1980, 1988, 1991                                                                               | 1 premi   |
| 4           | Philippe Torreton | 1997, 2000, 2005, 2012                                                                               | 1 premi   |
| 4           | Pierre Niney      | 2015, 2017, 2022, 2025                                                                               | 1 premi   |
| 4           | Charles Berling   | 1997, 1998, 1999, 2001                                                                               | Cap premi |
| 4           | Jean Dujardin     | 2007, 2012, 2020, 2023                                                                               | Cap premi |
| 4           | Lambert Wilson    | 1986, 1990, 2011, 2021                                                                               | Cap premi |
| 4           | Michel Blanc      | 1987, 1990, 2007, 2008                                                                               | Cap premi |
| 4           | Michel Piccoli    | 1982, 1985, 1991, 1992                                                                               | Cap premi |